# Dicopus cervus
Dicopus cervus är en stekelart som beskrevs av Morley 1931. Dicopus cervus ingår i släktet Dicopus och familjen dvärgsteklar. Inga underarter finns listade i Catalogue of Life.